# Lac du Bac
Le lac du Bac, anciennement nommé le lac Collard, est un lac d'eau douce situé dans les municipalités de Saint-Émile-de-Suffolk et de Namur, administré par la municipalité régionale de comté de Papineau, dans la région administrative de l'Outaouais, au Québec, au Canada.

## Géographie
Ce lac est est d'une superficie d'environ 7,44 ha et est une extension de la Petite rivière Rouge d’où l’eau provient du lac Saint-Émile au nord et se déverse dans cette même rivière qui se rend dans le lac Roquet au sud, à Namur.
Le lac du Bac est situé a proximité du chemin E.-Smith à l'ouest et au nord, la route 323 au sud et à l'est et pour finir le pont Collard situé au sud lui aussi.

## Toponymie
Le toponyme « Lac du Bac » a été officialisé le 15 septembre 1988 à la Commission de toponymie du Québec, en référence au fait que, plusieurs années auparavant, un Bac était utilisé sur ce lac. Un bac est un petit traversier à fond plat, généralement de forme rectangulaire, que l'on faisait avancer à l’aide du courant ou d’un moyen propre de propulsion.